# زن وحشی
زن وحشی (انگلیسی: Wild Women) فیلمی در ژانر کمدی و وسترن به کارگردانی جان فورد است که در سال ۱۹۱۸ منتشر شد. از بازیگران آن می‌توان به هری کری، مالی مالون، ویلتون تیلور و وستر پگ اشاره کرد.